# Karel Vandas
Karel (Karl) Vandas (* 1861 - 1923 ) fue un botánico, y profesor checo, que trabajó académicamente en la "Universidad Técnica de Brno", llegando a su Rector en el año académico de 1911.

## Algunas publicaciones

### Libros
- karel Vandas, e. Formanek. 1909. Reliquiæ Formánekìanæ: Enumeratio critica Plantarum Vascularium, quas itineribus in Hæmo peninsula et Asia Minore (Bithynia) factis collegit. 612 pp.

## Honores

### Epónimos
Género
- (Fabaceae) Vandasia Domin[1]

Especies
- (Apiaceae) Seseli vandasii Hayek[2]
- (Asteraceae) Achillea vandasii Velen.[3]
- (Caryophyllaceae) Silene vandasii Nábělek[4]
- (Hyacinthaceae) Muscari vandasii Velen.[5]
- (Lamiaceae) Thymus vandasii Velen.[6]
- (Leguminosae) Astragalus vandasii Velen.[7]
- (Plumbaginaceae) Armeria vandasii Hayek[8]
- (Santalaceae) Thesium vandasii Rohlena[9]
- (Scrophulariaceae) Pseudolysimachion vandasii (Röhl.) Holub[10]
- (Violaceae) Viola vandasii Velen.[11]

- La abreviatura «Vandas» se emplea para indicar a Karel Vandas como autoridad en la descripción y clasificación científica de los vegetales.[12]